# Radar Records
Radar Records fue una compañía discográfica británica fundada en 1977 por más de 4 fundadores, fue una de las discográficas que pertenecieron al movimiento underground del rock de décadas pasadas también incluyendo en su historial músicos y artistas de culto. Algunos de sus fundadores han sido y fueron productores discográficos de las discográficas United Artists Records y Liberty Records.
Actualmente su música la distribuye Warner Music Group y Polydor Records.

## Algunos artistas de la discográfica
- 13th Floor Elevators
- Iggy Pop
- La Düsseldorf
- Nick Lowe
- Pere Ubu
- The Soft Boys
- The Voidoids
- Visage
- Wayne Kramer (MC5)